# Eparchia solikamska
Eparchia solikamska – jedna z eparchii Rosyjskiego Kościoła Prawosławnego, z siedzibą w Solikamsku. Należy do metropolii permskiej.
Utworzona 19 marca 2014 postanowieniem Świętego Synodu, poprzez wydzielenie z eparchii permskiej. Obejmuje część Kraju Permskiego – miasto Bieriezniki oraz rejony: aleksandrowski, czerdyński, czusowski, gornozawodzki, gremiaczyński, gubachiński, kiziełowski, krasnowiszerski, solikamski i usolski.
Ordynariuszowi eparchii przysługuje tytuł biskupa solikamskiego i czusowskiego. Od 21 października 2016  r. do 2025 r. ordynariuszem eparchii był arcybiskup Zosima (Ostapienko).